# Keramik (Ort)
Keramik (ukrainisch Керамік; russisch Керамик) ist eine Siedlung städtischen Typs im Nordwesten der ukrainischen Oblast Donezk mit etwa 350 Einwohnern.
Keramik wurde in den späten 1920er Jahren gegründet, ist seit 1957 eine Siedlung städtischen Typs und gehört administrativ zur Siedlungsgemeinde der vier Kilometer westlich liegenden Ortschaft Otscheretyne im Rajon Pokrowsk.
Keramik liegt drei Kilometer westlich der Fernstraße M 20 an der Territorialstraße T–05–11 und grenzt an das Gemeindegebiet des Dorfes Nowokalynowe (Новокалинове). Die seit 2014 unter Kontrolle der international nicht anerkannten Volksrepublik Donezk stehende ehemalige Rajonhauptstadt Jassynuwata befindet sich 27 km südöstlich und die Oblasthauptstadt Donezk 40 km südlich von Keramik.
Am 12. Juni 2020 wurde die Siedlung ein Teil der neugegründeten Siedlungsgemeinde Otscheretyne, bis dahin bildete sie einen Teil der Siedlungsratsgemeinde Otscheretyne im Nordwesten des Rajons Jassynuwata.
Am 17. Juli 2020 wurde der Ort selbst ein Teil des Rajons Pokrowsk.

## Bevölkerung
| 1959 | 1970 | 1979 | 1989 | 2001 | 2010 | 2019 |
| ---- | ---- | ---- | ---- | ---- | ---- | ---- |
| 858  | 922  | 777  | 712  | 487  | 401  | 343  |

Quelle: